# 渡辺明 (棋士)
渡辺 明（わたなべ あきら、1984年4月23日 - ）は、将棋棋士。タイトル通算獲得数は、羽生善治、大山康晴、中原誠に次ぎ歴代4位で、永世竜王・永世棋王の資格を保持。所司和晴七段門下。棋士番号235。葛飾区立宝木塚小学校、聖学院中学校・高等学校出身。

## 棋歴

### 少年時代
小学校1年生の頃、アマ五段の父に教えられ将棋を覚え、小学2年のころに初段となる。1994年、小学4年（出場時は3年）で第19回小学生将棋名人戦優勝。小学生将棋名人戦で、4年生での優勝は史上初であった（その後、複数名の例がある）。
同年、10歳で所司和晴門下で奨励会を受験し、6級で入会。奨励会入会試験では、当時16歳だった木村さゆり6級（現・竹部さゆり女流）と対戦して勝利したが、この対局は互いに極端な早指しで2分で終わり、隣の対局はまだ駒を並べている途中だったという。
半年で2級まで昇級し、1級で足踏みをするも、初段、二段をそれぞれ1年で通過し三段リーグ入り。中学進学時には「このまま行くと三段リーグと高校受験が被って大変なことになる」と考え、それを避けるために中高一貫校を受験しようと決意。同門の3年先輩である宮田敦史が通っており「将棋に理解がありそう」という理由で聖学院を選んだ。中学・高校時代の同級生に宮澤聡（ジグザグジギー）がおり、中高の6年間ずっと隣の席だった。

### 15歳でのプロデビュー
中学3年であった2000年3月、第26回三段リーグで13勝5敗の1位となり、同年4月に15歳で四段昇段（プロ入り）。加藤一二三・谷川浩司・羽生善治に続く、史上4人目の中学生棋士となった。なお、河口俊彦は渡辺を奨励会時代から高く評価していた。
2002年度の第61期順位戦C級2組で、9勝1敗の成績を挙げC級1組へ昇級。
2003年9月、第51期王座戦で、史上3番目の若さ（19歳）でタイトル挑戦者となり、棋界のトップである羽生善治に挑んだ。第3局までで渡辺の2-1で羽生をカド番に追い込んだが、そこから2連敗しタイトル獲得には至らなかった。この活躍により、将棋大賞の新人賞を受賞。第44期王位戦リーグ入り（1-4）。
2004年4月の19歳で、棋士の伊奈祐介の妹で詰将棋作家の伊奈めぐみと結婚し、同年7月に長男が誕生した。

### 20歳竜王の快進撃
2004年、第17期竜王戦の4組で阿久津主税、橋本崇載、塚田泰明らを破って優勝し、本戦トーナメントに進出。本戦トーナメントでは森雞二、谷川浩司、屋敷伸之に勝ち、挑戦者決定三番勝負では森下卓を2-0のストレートで破り、無敗の10連勝で挑戦権を得る。
そして森内俊之竜王との第17期竜王戦七番勝負でフルセットの末に勝ち、2004年12月28日、名人とともに将棋界の二大タイトルの一つである竜王位を弱冠20歳で獲得した。4組から竜王挑戦し、奪取に成功したのは藤井猛以来2人目である。また、20歳でのタイトル獲得は、屋敷（18歳・棋聖）、羽生（19歳・竜王）に次ぐ当時史上3番目の年少記録であった。なお、竜王奪取の前々日には、渡辺を追ったテレビのドキュメンタリー番組（毎日放送制作・TBS系『情熱大陸』）が放送されている。
2005年11月30日、第18期竜王戦第4局で木村一基の挑戦を4勝0敗のストレートで退け初防衛して竜王位2連覇し、当時史上最年少九段と竜王防衛（21歳7か月）となる。
第13期（2005年）銀河戦で森内を撃破し、タイトル戦以外の全棋士参加棋戦で初優勝。さらに第36期（2005年度）新人王戦三番勝負で、千葉幸生を2連勝で破り優勝。この年度は41勝を挙げ、将棋大賞の優秀棋士賞（新設）と最多勝利賞を受賞。記録部門での受賞は、これが初。
第46期王位戦でリーグ入り。このときの紅組リーグでは渡辺を含む4名が3-2の同率首位となりプレーオフが開かれ、1回戦で屋敷伸之に勝利するも2回戦で先崎学に敗れ、リーグも陥落となった。
2006年3月、初めてNHK杯（2005年度）の決勝に進出。相手は丸山忠久であったが敗れる。この将棋は渡辺の先手となったが、初手は非常に珍しい▲3六歩（袖飛車戦法）であった。局後のインタビューで「決勝戦なので一発派手なことをやってやろうかと」と語った。また、63手目▲3三桂不成と捨てた手についても、「魅せてみようかと（思って）」と語る。第64期順位戦C級1組を8勝2敗でB級2組に昇級。
第19期（2006年度）竜王戦はフルセットの末、佐藤康光の挑戦を退けて防衛に成功（2006年12月21日）。藤井猛と並んで最多タイ記録となる竜王位3連覇を達成した。この竜王戦では第1、2局で連敗し、第3局も途中まで劣勢に追い込まれていたが、終盤でまるで作ったような逆転の一手（本人談、124手目△7九角）があって逆転勝ちした。これで七番勝負の流れが変わり、続く第4、5局も勝って3連勝とした。第6局では渡辺の初手▲7六歩に対し、佐藤が2手目△3二金と指し渡辺を挑発した（3二の金は、相手が振り飛車の場合には適さない位置とされるため、2手目△3二金は居飛車党の棋士に対し「振り飛車も指せるか」と挑発する意味がある）。渡辺はこの挑発に乗って不慣れな振り飛車を指して負け、勝負の行方は最終局に持ち込まれる。そして第7局で、佐藤はまたしても2手目△3二金を採用したが、今度は渡辺は挑発に乗らず矢倉（相居飛車）になり、渡辺が勝利して竜王位を防衛した。47期王位戦リーグでは紅組で4-1の成績であったが、紅組プレーオフで敗退。
2007年3月21日、大和証券杯ネット将棋の特別対局で、第16回世界コンピュータ将棋選手権優勝のBonanzaと対局し、112手で勝利。当初、渡辺はこの対局を拒否したが、会長米長邦雄の説得を受け対局を了承した。この年、将棋大賞の敢闘賞を受賞した。
第65期（2006年度）順位戦B級2組を10戦全勝で終え、2期連続昇級でB級1組へ昇級。
第15期（2007年）銀河戦・決勝戦で森内俊之を139手で下し、2年ぶり2回目の優勝。
同年、第48期王位戦では4-1で白組プレーオフを制し、挑戦者決定戦に進出したが、深浦康市に敗れる。
同年、第78期棋聖戦で、竜王としてようやく初めてのタイトル挑戦者となるが、佐藤康光に1-3で敗れ二冠を逃す。
一方、第20期（2007年度）竜王戦では逆に2年連続で佐藤の挑戦を受け、4-2で防衛に成功し、竜王戦の連覇新記録となる竜王位4連覇を達成。佐藤とは、互いに自分のタイトルを防衛・連覇し合う結果となった。この竜王戦第6局では前年に引き続き、後手番となった佐藤が渡辺の初手▲7六歩に対し2手目△3二金を採用。渡辺はこの竜王戦の前に、将棋世界の「イメージと読みの将棋観」の中で「この手に対しては中飛車で指せば先手がいい。今度指されたら中飛車にしますよ」と語っており、その予告通りに渡辺は飛車を中央に転回。その結果、佐藤も飛車を中央に振って相中飛車の力戦となり、最終的に渡辺が勝利した。
2008年8月24日、第2回ネット将棋・最強戦の決勝で鈴木大介を破り優勝。

### 初代永世竜王
2008年、第21期竜王戦七番勝負は竜王通算6期の羽生善治を挑戦者に迎え、勝者が初代永世竜王となる注目の七番勝負となった（永世竜王の条件は、連続5期または通算7期）。渡辺は第1局から3連敗したが、第4局では渡辺が不利な状況から自玉に打ち歩詰めがあることを見つけ逆転で終盤戦を制した。続く第5局も制し、第6局では阿久津流急戦矢倉で新手を繰り出して完勝。第7局も第6局に続いて渡辺が阿久津流急戦矢倉を採用したが逆転に次ぐ逆転となり、最後は1分将棋を渡辺が制して、第4局以降の4連勝で竜王戦5連覇を達成した。
この最終第7局で、将棋大賞の「名局賞」を羽生とともに受賞している。七番勝負のタイトル戦での3連敗4連勝は、将棋界では初めての出来事であった（なお、9か月後の王位戦でも深浦康市が達成している）。これによって渡辺は竜王在位連続5期となり、初代永世竜王の資格を取得。渡辺は他のタイトルを獲得することなく竜王のタイトルのみを積み重ね続け、永世竜王の資格を得た。第49期王位戦リーグは1-4で陥落。
2009年度の第22期竜王戦では、永世名人の資格を持つ森内俊之が挑戦者となり、タイトル戦として史上初の「永世竜王 対 永世名人」（資格者）という戦いとなったが、第4局（2009年11月25日 - 26日）まで渡辺が4連勝のストレートで防衛に成功し、竜王位6連覇を達成。
そして次年度（2010年度）の第23期竜王戦は、羽生善治の2年ぶりとなる挑戦を4-2で返り討ちにして竜王戦7連覇を達成、竜王7期も6期の羽生を抜いて歴代単独トップとなった。

### A級昇級、竜王9連覇、三冠
2009年9月24日、第59期王将戦の二次予選決勝で勝ち、棋界随一の難関（定員7名、残留4名）である王将リーグに初めて入る。しかし、この時のリーグ戦では2-4で負け越して陥落となった。第50期王位戦リーグに復帰するも、3-2で陥落。第68期B級1組順位戦は、渡辺（竜王）、久保利明（棋王）、深浦康市（王位）という当時の3名のタイトル保持者によるA級昇級争いとなる。
2010年2月5日に行われた第12回戦で深浦との直接対決を制し、順位戦初参加から10年目・B級1組3年目にして、ついにA級昇級を決める。第51期王位戦リーグでは復帰するも、3-2で陥落。
2011年1月6日、第36期棋王戦挑戦者決定戦第2局において広瀬章人王位に勝利。敗者ゾーンからの2連勝で久保への挑戦権を獲得したが、1勝3敗で奪取はならなかった。2月17日、第60期王将戦リーグ残留決定戦では三浦弘行を破り、王将リーグ初残留を決めた。7月、第59期王座戦挑戦者決定戦で久保利明を破って挑戦権を得て、9月27日、3-0のストレートで19連覇中の羽生王座を下し初の王座位を獲得。初めての二冠となり、規定により序列1位となる。また、第19期銀河戦において糸谷哲郎を下して4年ぶり3回目の優勝。12月2日、第24期竜王戦で丸山忠久を4-1で下し、竜王戦8連覇を達成した。そして、渡辺が勝利した第24期竜王戦第4局で名局賞を受賞した。一方で第32回将棋日本シリーズで決勝戦に進出するも、羽生に敗れ準優勝。第61期王将戦リーグでは4-2で残留。
2012年、第61回NHK杯テレビ将棋トーナメントでも、渡辺自身「鬼門」と語っていた準決勝で久保をやぶったものの、決勝で4連覇を目指した羽生に147手で敗れた。第53期王位戦ではリーグに復帰し、5月に白組優勝(4-1)するも挑戦者決定戦で藤井猛に敗退。10月3日、第60期王座戦第4局で千日手指し直しの激戦の末、挑戦者の羽生二冠に敗北を喫し、1-3で初めてタイトルの防衛に失敗する。これに伴い、棋士序列も2位に後退した。なお、渡辺が最終的に敗れた第60期王座戦第4局で、千日手局、指し直し局共に合わせて名局賞を受賞した。11月26日、第62期王将戦リーグで羽生を破り、第55期の佐藤康光以来7期ぶりに王将リーグ全勝となり、佐藤康光王将への挑戦権を得た。11月29日、第25期竜王戦で丸山忠久を4-1で下し、竜王戦9連覇。
2013年1月7日、第38期棋王戦挑戦者決定戦で羽生善治を下し、2期ぶりの挑戦権を獲得。2月9日に、準決勝で羽生、決勝で菅井竜也を破り第6回朝日杯将棋オープン戦優勝。3月7日、第62期王将戦で佐藤康光を4-1で下し、初の王将位を獲得。同月17日に放映された第62回NHK杯テレビ将棋トーナメントの決勝戦では、羽生善治を破り、5連覇を阻止したと同時に自身初優勝を果たした。同月24日、第38期棋王戦で、郷田真隆を3-1で下し、初の棋王位を獲得。史上8人目の三冠となった。2012年度の将棋大賞で自身初の最優秀棋士賞を受賞した。

### 竜王失冠と復位
2013年4月26日、第84期棋聖戦挑戦者決定戦で、郷田真隆を破って挑戦権を得るも、結局1-3で羽生善治棋聖に敗れた。第26期竜王戦七番勝負では、11月29日、森内俊之名人に1-4で敗れ、竜王位失冠。歴代最長である竜王位連覇は9期で止まった。
しかし第39期棋王戦では、挑戦者の三浦弘行に3-0でストレート勝ちして、棋王戦2連覇を達成。第63期王将戦でも、挑戦者の羽生を4-3で破り、2連覇を達成した。2014年2月7日に、日本将棋連盟が発表した「2013年獲得賞金・対局料ベスト10」で、1億255万円で初の1位となり、羽生は16年ぶりに1位から陥落した。

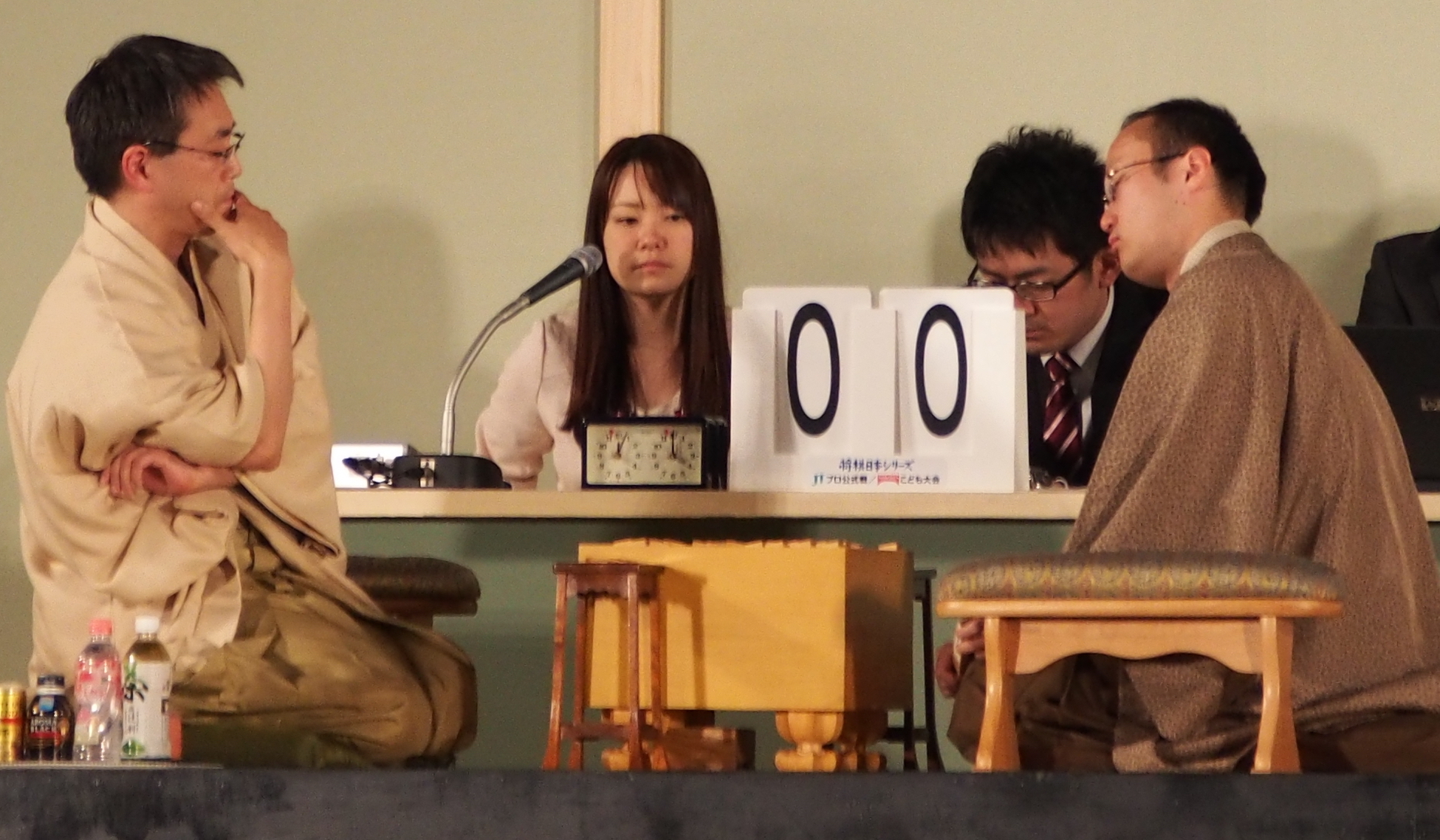
2014年 将棋日本シリーズ決勝。羽生善治との対局。

第22期（2014年）銀河戦で、決勝戦で松尾歩を破り3年ぶり4回目の優勝。2014年11月16日に、第35回将棋日本シリーズ決勝戦で羽生を破り初優勝を果たした。また、第40期棋王戦では、挑戦者の羽生善治に3-0でストレート勝ちして棋王戦3連覇を達成。しかし並行して行われていた第64期王将戦では棋王を奪った郷田真隆に3-4で敗れて王将位失冠し、棋王のみの一冠に後退した。第73期A級順位戦では、渡辺明、広瀬章人、久保利明、行方尚史が、共に6勝3敗で並び、初のプレーオフへ進出できたが、久保に敗れて名人への挑戦権を得られず、2014年度を終えた。
2015年から始まった第1期叡王戦には参加しなかった。2015年9月5日に開催された第36回将棋日本シリーズ2回戦で行方尚史と対局し、同棋戦史上最長の297手を記録したうえ同棋戦史上初の持将棋になったが、同日中に指し直し局が行われ渡辺が勝利した。2015年9月14日、第28期竜王戦挑戦者決定戦で、永瀬拓矢を破り糸谷哲郎竜王への挑戦権を獲得。渡辺にとっては初めて後輩と戦うタイトル戦となったが、4-1で3期ぶりに竜王に復位して棋王と合わせて二冠となる。続く第41期棋王戦でも、挑戦者の佐藤天彦を相手に3-1で防衛して棋王戦4連覇を達成した。なお、渡辺が勝利した第41期棋王戦の最終第4局で2015年度の名局賞を受賞した。
2016年、第2期叡王戦に不参加、2期連続2回目の欠場。第29期竜王戦では、将棋ソフト不正使用疑惑によってシリーズ開幕（10月15日）の直前の10月12日に挑戦者が三浦弘行から丸山忠久に変更され、12月22日、丸山を4‐3で下して防衛に成功して、竜王戦2連覇となった。

### 永世棋王獲得
2017年3月27日、第42期棋王戦第5局で勝ち、千田翔太の挑戦を3-2で退けて棋王を防衛し（棋王戦5連覇）、羽生善治以来22年ぶり、史上2人目の永世棋王を獲得した。永世棋王の条件は「連続5期」のみなので、他の永世称号に比べて獲得が難しい。
複数の永世称号を獲得した棋士は、大山康晴、中原誠、羽生善治に続いて史上4人目。

### 竜王失冠とA級陥落からの復活
2017年12月4・5日の第30期竜王戦第5局で羽生善治に敗れ、1-4で竜王を失冠し、棋王のみの1冠となった。2018年3月2日、第76期順位戦A級11回戦で三浦弘行に敗れ、4勝6敗の成績となり、8期連続在位したA級からB級1組へ降級した（なお第76期A級順位戦は11人で争われたこともあり6勝4敗が6人出る稀に見る激戦、5勝5敗の深浦や三浦でさえ7位・8位だった）。2017年度の成績はプロ入り以来初の負け越しとなる21勝27敗、勝率.437となった。
2018年3月30日の第43期棋王戦第5局で勝ち、永瀬拓矢の挑戦を3-2で退けて棋王を防衛（6連覇）。7月27日の第66期王座戦は2015年の第28期竜王戦以来約3年振りに挑戦者決定戦まで進出するが、斎藤慎太郎に敗れ挑戦はならなかった。11月18日の第39回将棋日本シリーズJTプロ公式戦決勝戦で菅井竜也を破り、二度目の優勝を果たした。第68期王将戦挑戦者決定リーグでは糸谷哲郎とのプレーオフを制し久保利明への挑戦権を獲得。第77期順位戦B級1組では9連勝でクラス1位を確定させて早々のA級復帰を決めた上、残り3局も勝利して、同クラスでは第56期（1997年度）の丸山忠久以来、史上2人目の全勝昇級となった。

### 再び三冠、そして名人位獲得へ
2019年2月16日の第12回朝日杯将棋オープン戦の公開対局では準決勝で千田翔太を破るも、決勝で藤井聡太に敗れ、優勝はならなかった。2019年2月25日の第68期王将戦で久保利明をストレートで破り、5期ぶり通算3期目の王将位を獲得した。第44期棋王戦は、2019年3月17日の第4局で勝ち、広瀬章人の挑戦を3勝1敗で退けて7連覇を達成した。第90期棋聖戦は2019年7月9日の第4局で勝ち、豊島将之を3-1で破り自身初の棋聖位を獲得、三冠に復帰した。11月17日には第40回将棋日本シリーズJTプロ公式戦決勝戦で広瀬章人を破り、連覇（優勝は3回目）を達成。
第78期順位戦A級では7連勝でクラス1位を確定させて豊島将之名人への挑戦権を獲得するとともに、残り2局も勝利して史上4人目のA級全勝を達成、前期B級1組からの順位戦21連勝及び史上初の2期連続順位戦全勝も達成した。2020年3月17日に行われた第45期棋王戦第4局で挑戦者本田奎に勝ち、3勝1敗として棋王戦8連覇を達成。同年3月25日・26日の第69期王将戦第7局で挑戦者広瀬章人を破り、4勝3敗で王将位を防衛（2連覇・通算4期）、三冠を死守して2019年度を終えた。第47回将棋大賞では、7年ぶり2回目となる最優秀棋士賞を受賞した。
第91期棋聖戦では、タイトル初挑戦となった藤井聡太に2020年7月16日、1-3で敗れ、棋聖位を失った。藤井の最年少タイトル記録更新（17歳11か月での奪取）を許す結果となった。渡辺は二冠へ後退したが、約1か月後の8月15日、並行して挑戦していた第78期名人戦第6局で豊島名人から4勝目（2敗）を挙げ、タイトル在位26期目にして自身初となる名人位を獲得すると共に、三冠に復帰した。なおこの名人戦と並行して第68期王座戦で挑戦者決定戦に進出したが久保利明に敗れ、自身初の四冠への挑戦はならなかった。
2021年3月14日の第70期王将戦第6局で挑戦者永瀬拓矢を破り、4勝2敗で王将位を3連覇（通算5期）。タイトル獲得27期で歴代4位の谷川浩司に並ぶ。3月17日、第46期棋王戦5番勝負第4局で糸谷哲郎に勝ち、シリーズ3勝1敗で9連覇を達成した。この勝利によりタイトル獲得28期として、谷川を抜き歴代単独4位となった。

### 名人防衛戦と棋王10連覇
第79期名人戦では、順位戦A級8勝1敗で挑戦者になった斎藤慎太郎を相手に4勝1敗で名人位を防衛。2021年4月30日に行われた第92期ヒューリック杯棋聖戦挑戦者決定戦では永瀬拓矢王座を破り、前期3勝1敗で棋聖位を奪取された藤井聡太に挑む構図になった。五番勝負では0勝3敗と自身初のタイトル戦ストレート負けを喫した。第71期王将戦では、王将戦タイトル初挑戦となった藤井聡太に2022年2月12日、0勝4敗で王将位を失冠した。第47期棋王戦では永瀬拓矢王座を挑戦者に迎え、シリーズ3勝1敗で防衛。タイトル通算獲得数を30にのせ、史上3人目となる同一タイトル10連覇を果たした。
2022年度、第80期名人戦では、順位戦A級8勝1敗で挑戦者になった斎藤慎太郎を相手に4勝1敗で名人位を防衛し、名人戦3連覇を果たす。第93期棋聖戦では2年連続の棋聖位挑戦を目指し挑戦者決定戦まで進出したが、永瀬拓矢を相手に敗北を喫し、4年連続の棋聖戦登場とはならなかった。第72期王将戦の挑戦者決定リーグでは前期奪われた王将位の奪還を目指したものの1勝5敗の成績に終わり、最下位でリーグ陥落を喫することとなった。

### 18年半ぶりの無冠、王位挑戦
第48期棋王戦で藤井聡太を相手に1勝3敗、第81期名人戦では、7勝2敗で挑戦者になった藤井聡太を相手に1勝4敗で敗戦。約18年半(6729日)ぶりに無冠となった。名人位獲得前の最後の順位戦となった第78期のA級には佐藤康光、羽生善治、木村一基、三浦弘行、久保利明と渡辺より年上の棋士が5人おり、渡辺は若い方から数えた方が早かったが、木村と久保がその期限りで降級、残り3人も渡辺の名人陥落となる第81期までに降級しており、第79期にA級初昇格した山崎隆之も1期で降級していたため4期後の第82期順位戦のA級では戻ってきた渡辺が最年長となった。なお、渡辺と9歳上の久保の間の世代の棋士25人中A級経験者は山崎と阿久津主税・橋本崇載の3人しかおらず、阿久津の2度のA級在籍も橋本もいずれも1期で陥落しているためA級残留を果たした棋士はいない（渡辺の1歳上の世代には四段昇段者自体1人もいない）。
第64期王位戦では第58期以来6期ぶりに挑戦者決定リーグに参加を決め、4勝1敗の好成績を残したが、白組2位となり挑戦者決定戦進出には至らなかった。
第65期王位戦ではリーグで4勝1敗の成績で白組優勝を果たし、挑戦者決定戦では斎藤慎太郎に勝利し、挑戦権を獲得。初の王位戦挑戦が実現した。なお、タイトル戦の登場は22年連続となった。番勝負は1勝4敗で敗退。

### 左膝負傷による途中休場
前述の王位戦リーグ進行期間中、渡辺は自身の運動中に足を負傷したことをSNSで公表した。妻で漫画家の伊奈めぐみは、この怪我がフットサル中の左膝前十字靭帯の断裂であり、また長年の正座に因る半月板損傷も併せて判明したことを、著作「将棋の渡辺くん」において明らかにした。負傷当初は王位戦リーグ後の6月に治療とリハビリ期間を充てる算段であったが、王位戦挑戦者となったことで治療を当面延期することにした。
左膝の状況は秋までは対局に大きな支障なかったが、同年12月の対局から椅子対局を希望するようになり、12月13日の第83期順位戦A級6回戦の対千田翔太八段戦では中盤戦であったが膝の痛みにより止むを得ずの投了となった。同12月19日、膝の手術により年末年始の1か月間を休場することを公表した。この休場により1月上中旬の順位戦対局（7回戦）を延期し、非公式戦の地域対抗戦（監督交代）およびABEMAトーナメント2025（不出場）にも影響が生じた。
また、休場明けの2025年1月23日に予定された第18回朝日杯本戦の対局は、療養中の身体では対局場（関西将棋会館）への移動が難しいとの判断から不戦敗となった。1月28日の順位戦A級8回戦（一斉対局）が渡辺の復帰戦となったが、術後療養中の足の状態は対局を全う出来る状態には程遠く、この対局でも休場直前の対局と同様に、夕食休憩中に足の状態を理由に渡辺はやむなく投了する意思を示した。
翌2月、第96期棋聖戦の本戦進出がかかる二次予選決勝の対局も不戦敗とするも、第83期順位戦A級については残る2局（7回戦、9回戦・静岡一斉対局）を連勝してA級3位の成績で残留となった。
続く3月中旬の対局2局を1勝1敗としたのち、竜王戦で不戦により1組から降級するなど、3月下旬から再び不戦敗が続くようになる。翌4月中旬から6月までの期間を再び休場することとし、進行中であった第66期王位戦挑戦者決定リーグの残る3局は不戦敗となった。

## 棋風
居飛車党 (居飛車穴熊)
- 居飛車党で、固い玉形、特に居飛車穴熊からの攻めを得意にしており、矢倉、対振り飛車、角換わりとあらゆる戦型において駒を繰り替えて『穴熊』にする戦い方を用いることが多く、特に先手番における矢倉穴熊の勝率が高い。
- また、少々強引でも自玉が安全なため結果的に攻めが成功する、いわゆるZ（ゼット）：絶対玉が詰まない形にして攻めまくる…と呼ばれるパターンが多く、現代的な実戦感覚に優れているとされる。基本的には合理的な組み立てと勝ちやすさを重視する棋風であるが、ここぞというときの勝負の勘所も心得ている[50]。

| 9  | 8  | 7  | 6  | 5  | 4  | 3  | 2  | 1  |    |
| 香 |    |    |    |    |    |    | 桂 | 香 | 一 |
|    |    |    |    |    | 銀 | 金 | 王 |    | 二 |
| 歩 |    |    |    |    | 銀 | 歩 | 歩 |    | 三 |
|    |    |    |    |    |    |    | 角 | 歩 | 四 |
|    | 歩 | 歩 | 歩 |    |    | 歩 |    |    | 五 |
|    |    | 香 |    | 歩 |    | 桂 | 金 |    | 六 |
| 歩 |    |    |    |    | 銀 | 桂 |    | 歩 | 七 |
|    | 玉 |    | 金 |    | 銀 |    |    |    | 八 |
| 香 | 桂 |    |    | 馬 |    |    |    | 龍 | 九 |

- 2006年第55回NHK杯戦準決勝第1局の三浦弘行戦においては、純粋な金損の将棋を歩のみで手を作り、最後は角の押し売りで玉頭に垂らす1歩を入手するという決め手を放ち、大逆転勝ちしている[51]。渡辺の棋風があらゆるところにちりばめられた1局である。
- 2008年第21期竜王戦第1局では、挑戦者の羽生善治に得意の穴熊を採用したが、第2局以降は穴熊を敢えて採用せずに急戦将棋で飛車切りを含めた攻撃的な将棋を積極的に指して、竜王5連覇を達成した。

横歩取り8五飛からの脱却
- 2004年の竜王奪取時までは、後手番では横歩取り8五飛を多用していたが、2005年以降は採用数が極端に減った。このことについて、本人は将棋世界の中で「横歩取りばっかり指していると進歩が無い」とコメントしているが、この他にも研究が進んで後手が勝ち辛くなってきたことが挙げられる。
- その「棋風変更」のため、後手番の初手にはほとんど飛車先の歩を突く、現在の棋界では少数派である「居飛車正統派」となり、そのため「後手番で苦戦している」といわれていた。

後手急戦矢倉
- 上記のような後手番の苦戦から、2008年第21期竜王戦では「後手急戦矢倉」を採用し、かつ新手を繰り出すという趣向を見せ、それまで戦法の単調さに苦言を呈すことの多かった谷川浩司も「評価が大きく変わった」と絶賛した[52]。
- 第21期竜王戦第6局の後手急戦矢倉（対羽生戦）の新手で一気に完勝した。羽生善治をして「渡辺将棋は、現代の若者らしく多くのデータの中から良質のものを選び出す能力が高い。棋譜、定跡、研究、手筋などあふれかえるほどの情報量をうまく質に転換できている。」といわしめた[53]。

終盤の粘りと逆転
- 四段時代から「大山の再来」といわれるほど、終盤の逆転術に長けている。プロになった頃は谷川浩司の将棋を並べていると答えていた[54]が、谷川将棋のように最善の寄せを探求して一気に最短手で寄せるというよりは、大山将棋のような終盤の粘りと泥沼の中で逆転をみせる終盤術である。
- 2014年のインタビュー（『渡辺明の思考: 盤上盤外問答』）では、自分の棋風の弱点への対策として、中原誠・羽生善治の将棋を並べていると語る。

形勢による戦術
- 形勢が良い時にすることとして、「じっくり考えて安全に指す」としている。
- 反対に、形勢が悪い時には次のようにするとしている[55]。

1. 時間攻め
（相手の持ち時間が少ない時に、早指しして相手に考える時間を与えないことでミスを誘ったり、逆にここぞという時にはじっくり考える）
2. 局面を複雑化させる
（相手が迷いそうな手を指して、相手の選択肢を増やすことで、時間を浪費させたりミスを誘う）

- 2020年7月9日の第91期棋聖戦の五番勝負第3局では、最年少での初タイトル獲得が期待された藤井聡太に2連敗で追い詰められた渡辺が、終盤にこうした作戦を徹底したことで勝利を収めている。

後手ゴキゲン中飛車
- 長らく純粋な居飛車党として活躍してきたが、竜王位を失った翌年の王位リーグ（対佐藤康光戦）において、突如後手ゴキゲン中飛車を採用し、将棋界を驚愕させた（結果は佐藤勝ち）。その直後の第63期王将戦第4局、対羽生戦においてもゴキゲン中飛車を採用するも、結果は負け。同時期に行われていた第40期棋王戦5番勝負第2局でも、三連続でゴキゲン中飛車を採用。挑戦者の三浦弘行に78手で快勝した[56]。そしてフルセットで迎えた王将戦第7局でも、後手番の渡辺はゴキゲン中飛車を用い、超速からの相穴熊戦を制し王将位初防衛を果たした。
- 同年3月7日の第72期順位戦A級最終局では、後手で角交換四間飛車を採用したが、佐藤康光に敗れている。

詰将棋が苦手
- 実は若い頃は、詰将棋が大の苦手だった[57]。奨励会時代はそのため詰将棋が嫌いだったが、竜王に就位してから試しにやってみたら解けるようになっていたという[57]。

## 人物
愛称と異名

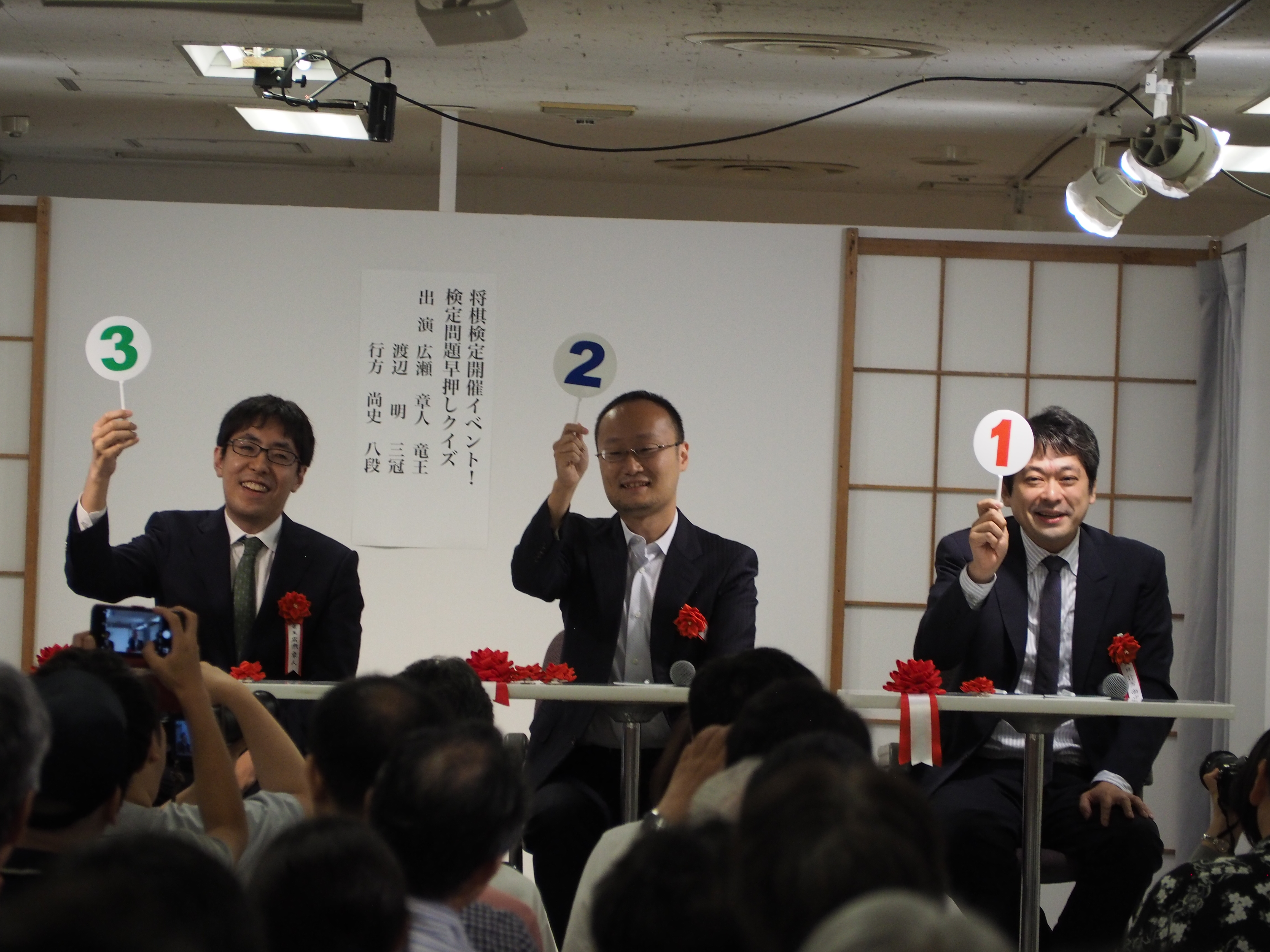
2019年 第53回東急百貨店将棋まつりに出演する渡辺。同じく広瀬章人（左）と行方尚史（右）。

- 「魔太郎」という愛称がある。魔太郎の由来は藤子不二雄A作『魔太郎がくる!!』のキャラクターに似ていることであり、本人も似ていると認めている[58][50]。また「大山の再来」ともよく言われるという。丸眼鏡をかけると大山康晴に似ており、特に髪型を丸坊主にした際には、妻が「見紛うことなく大山先生」と言うほどになった[59]。いずれもその容姿が由来だが、将棋棋士の遠山雄亮によれば、渡辺のような「顔が薄い」棋士は、ヒゲを生やせば似合いそうだとも指摘されている[60]。
- 「魔王」という異名がある。かつて山崎隆之と共に「西の王子、東の魔王」と並び称され、自身のブログで言及したこともある[61]。
- 竜王戦・棋王戦・王将戦など冬の棋戦に強いことから「冬将軍」と称される[62][63]。対照的に羽生善治は「冬は朝が暗くて、怖い」と冬が苦手[64]。

将棋関係
- 好きな駒は飛車。
- 所司門下の同門には、棋士の松尾歩・宮田敦史・石田直裕・石井健太郎・近藤誠也・大橋貴洸、女流棋士の伊奈川愛菓・渡辺弥生がいる[65]。
- 王将戦の勝者余興にも笑顔で応じる[66]など将棋ファンや主催者に対し、サービス精神が旺盛な棋士である。
- 将棋解説については枝葉を落とし本筋を明快に述べる特徴があり、かつ時折冗談等も挟むことから、とても分かりやすく面白いと将棋ファンの間では評判である。
- 村山慈明、戸辺誠、佐藤天彦と若手時代から交流が厚い。若手時代、渡辺、村山、戸辺で羽生世代をはじめ他人の将棋を酷評し「酷評三羽烏」「激辛三羽ガラス」などと呼ばれ、後に佐藤が加わって「四羽烏」となった[64][67]。
- 「中学生プロ」の先輩にもなる加藤一二三とは、渡辺のプロ入り初年に第42期王位戦予選で対戦している。当時60歳の加藤は順位戦A級に在籍しており、125手で加藤が勝利している（渡辺の通算0勝1敗）。この他、米長邦雄には公式戦1勝0敗、中原誠には3勝1敗の対戦成績を挙げている。
- 羽生善治は、30代頃から終盤戦で勝勢になると手が激しく震えることがあるが、これが有名になったのは、2003年の王座戦第5局における渡辺との対局である。この対局の終盤で羽生は右手が震えて駒をまともに掴めなくなった。
- タイトル戦において「おやつくらいしか楽しみがない」と公言している[68]。ただし、タイトル戦では「想像と違うものが出てきたらモチベーションが下がる」ため、チョコケーキやチーズケーキなど「味に外れがなさそうなものを手堅く選ぶ」という[69]。
- 2010年1月にアーケードで稼動された「天下一将棋会」で、実際にプレイして、このゲームを高く評価した。また、本人のインタビューもこのゲームのホームページで視聴することができる。また、天下一将棋会の続編として開発されている、天下一将棋会2のロケテストにおいて、イベントの一環である、プロ棋士対決のその一人として登場。駒落ち+多面指しというハンデにもかかわらず、全戦全勝を記録している。この情報は、本人のブログにて見ることが出来る。
- 2016年10月第29期竜王戦七番勝負は当初、三浦弘行が挑戦者に決まっていたが、開幕直前に当時竜王位にあった渡辺は三浦が対局中にソフトを使って不正をしている疑いがあることを指摘し、週刊誌に暴露、将棋ソフト不正使用疑惑騒動が起きた。この週刊誌の記事の掲載が一因となり、竜王戦への影響を考えた日本将棋連盟は、三浦を年内の出場停止処分とし挑戦者を丸山忠久に交代した。連盟から委嘱を受けた第三者調査委員会は調査の結果、三浦の指摘された疑惑を全て検討したが、疑惑のきっかけとなった対局中の30分以上の離席が映像分析により実際には存在しなかったことなど、どれも不正行為に及んでいたと認めるに足りる証拠能力は到底無かったと発表した[70]。この騒動の責任を取って当時連盟の役員であった谷川浩司（会長）、島朗（常務理事）の2名が辞任、青野照市（専務理事）、中川大輔（常務理事）、片上大輔（常務理事）の3名が臨時総会で解任された。連盟は三浦の潔白を認め謝罪した。三浦と連盟の和解成立の記者会見の日に、記者会見に先立ち、渡辺は三浦に直接会って謝罪した[71]。
- 2021年には研究用として、CPUの性能が重要なNNUE系の将棋ソフト「水匠」と、GPUの性能が重要なディープラーニング系の将棋ソフト「dlshogi」の両方を利用するために、個人向けとしては当時の最高性能のCPU（Ryzen Threadripper 3990X）とGPU（GeForce RTX 3090）が搭載されたデスクトップパソコンを130万円で購入した[72]。パソコンの排熱のため、非常に部屋が暑くなるという。
- 初タイトル獲得以来初めての無冠（九段）となって迎えた2023年の第36期竜王戦第4局（藤井聡太竜王 対 伊藤匠七段）では、39歳にして自身初となる正立会人を務めた[注 5]。

交友関係など
- 2004年4月（当時渡辺19歳）、棋士の伊奈祐介の妹で元女流育成会員[73]の伊奈めぐみ（当時23歳、詰将棋作家）と結婚し、同年7月に長男が生まれた。

- その妻の伊奈めぐみは『別冊少年マガジン』2013年6月号より、渡辺を題材とした漫画『将棋の渡辺くん』の連載を始め、漫画家としてデビューした[74]。

- 伊奈めぐみとは2024年11月22日に離婚した。離婚後も渡辺・伊奈の二人での同居は続けるが、この先もずっと継続するかは未定としている。伊奈めぐみによる漫画『将棋の渡辺くん』は連載継続する[75]。

- 元義兄・伊奈祐介の妻は囲碁棋士の佃亜紀子であり、渡辺が趣味として囲碁を始めてからは、佃が特訓等で渡辺に囲碁の指導をしている[76]（囲碁関連の話題は別記）。

ブログ
- ブログを開設しており、掲載されているgooブログにおいてはアクセスIP数ベスト10の常連となる人気である。このブログは2007年6月25日にgooブログのオフィシャルブログになった[77]。同年7月19日には管理人がつけられ、コメントの書き込みはgoo IDを持つものに限定されるようになった[78]。さらに2008年9月9日からは、コメント受け付けが停止された[79]。2024年9月頃までにはブログ内の全記事が削除された[80]。

スポーツ
- 2013年にサッカー公式審判員4級の資格を取得している。理由は「息子がサッカーを始め、（チームの中で）父兄に対し順番で手伝いの当番が回ってくるようになったため」で、実際に試合での審判を務めることもある[81]。その縁で自らもフットサルを始め、2015年に発足した日本将棋連盟フットサル部（通称：FCセンダガーヤ）では部長を務めている[82][83]。しかし2017年に更新を忘れて審判資格は失効したとのこと[84]。ちなみにサッカーではマンチェスター・ユナイテッドのファンだが、監督としてはディエゴ・シメオネを高く評価しており、シメオネの著書『シメオネ超効果』を愛読している[85]。
- 一方で2018年頃からカーリングをやり始め、2019年現在ではカーリングの練習のためにわざわざ軽井沢まで出向くほどになっている。自らのブログにも「カーリング」のカテゴリを設け、度々練習の模様を掲載している[86]。

囲碁
- 名人獲得後の2020年8月26日、文京区の椿山荘で行われていた囲碁名人戦（朝日新聞社主催）の控室を訪問。囲碁の趙治勲名誉名人と囲碁・将棋の二面指し（囲碁名誉名人と将棋名人との対決という趣向）を行なった。将棋（4枚落ち）は趙名誉名人（二十五世本因坊）が、囲碁（9子局）は渡辺名人（三冠）が勝利した[87][88]。また、囲碁名人戦の動画解説では、競馬好きの仲間としても親しい高尾紳路九段の聞き手役として出演までしている[89]。
- 2022年には13歳の囲碁中学生棋士・仲邑菫二段と6子局記念対局を行い、黒番の渡辺が13目勝ち。日本棋院から囲碁のアマチュア三段に認定された[90]。

その他
- 初めて竜王に就位したばかりの頃、免状や記念扇子など、毛筆で署名・揮毫する機会が大幅に増えたのに対し、当時は書道が大の苦手だったため、将棋界の書道の達人で渡辺とは旧知の仲である石橋幸緒の指導を仰いだ。その結果、ある程度まともな字が書けるようになったが、時間が経つと元に戻ってしまった。これについて本人は「個性だから」と開き直っていたが[91]、2017年頃から再び書道教室に通うようになり、2021年には初段、2022年には三段の認定を受けた[92]。
- 戸辺誠七段とは家族ぐるみの付き合いがあり、子供連れで旅行することが度々あり、お互いの画像をブログやツイッターで紹介し合っている[93]。

## 趣味・嗜好

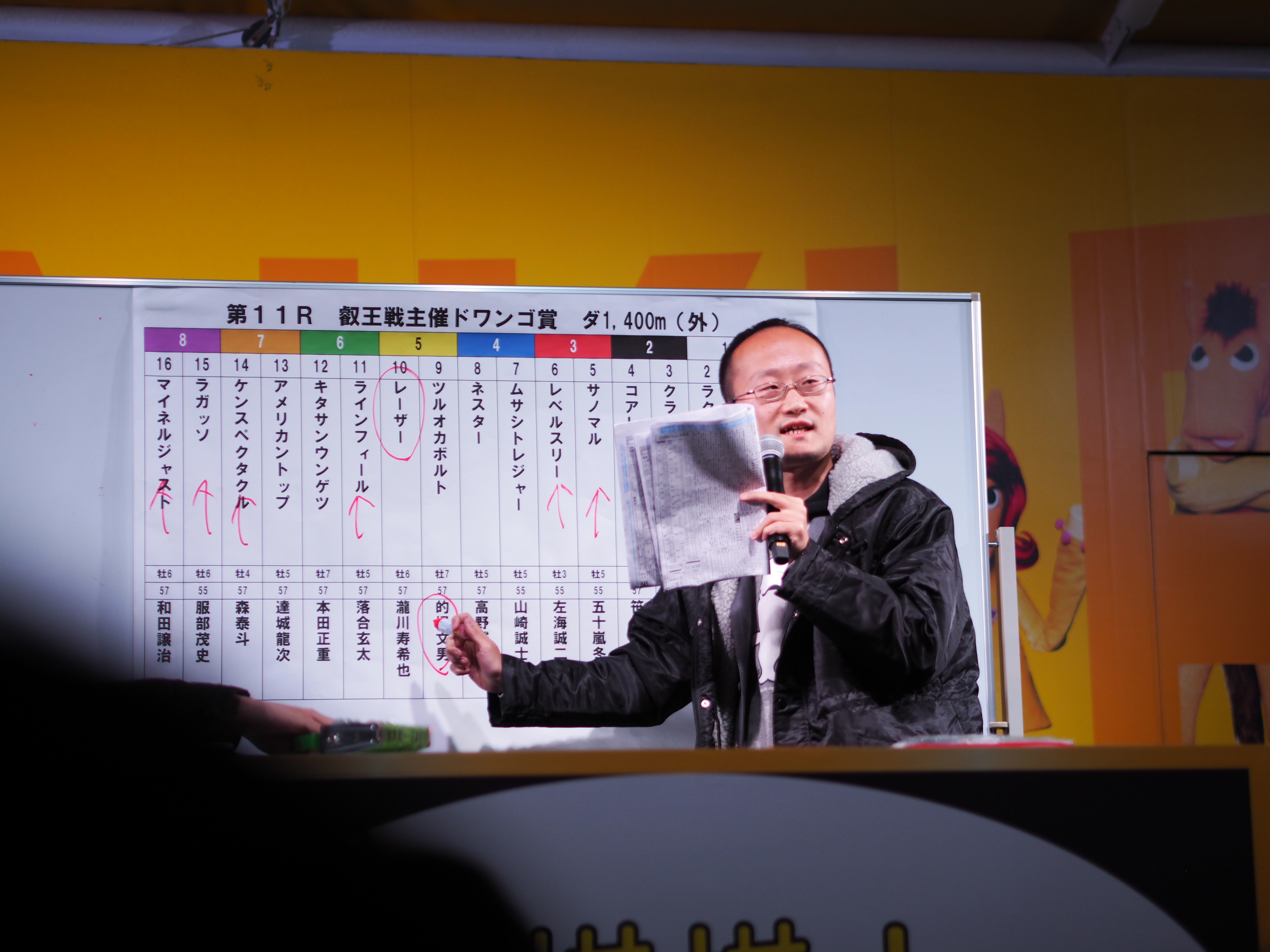
競馬のネット番組で予想屋を演じる渡辺（2018年）

虫が苦手
虫が苦手であり、出くわすと威厳は微塵もなくなるとされる。「ゴキブリが怖い」と自身のブログでもコメントしている。「将棋の渡辺くん」では、家の中に「カマキリ」がいて驚く描写がある。一方でネズミでも生きていなければ平気な模様。
ぬいぐるみ好き
ぬいぐるみを愛好しており、自宅だけでも40個以上、実家と合わせると100個以上を保有している。その後も増え続けており2023年7月現在、渡辺明の自室にいる一軍は42匹、リビングにいる二軍は64匹で合計106匹が自宅にいるという。
ぬいぐるみ好きは母親の影響という。「森熊」など棋士由来の愛称をぬいぐるみにつけたり、個々に棋力や性格の設定があり、子息とぬいぐるみ遊びをするのが楽しいと答えている。2015年12月には『将棋の渡辺くん』単行本化に伴う企画として、『別冊少年マガジン』誌上で「自分自身のぬいぐるみを自ら監修して読者にプレゼント」という企画も行われた。
「リラックマ」のような可愛いキャラクターも好きで、2016年の年賀状に自分の写真と一緒に載せた。緑色のカエルをブログの文章中に書くこともある。2017年には、葉書や封書に押す住所印にパンダの絵を入れた。「すみっコぐらし」関連グッズも部屋にある。
競馬ファン
将来の夢は「馬主になること」というほどの競馬好きで、GI競走の時はテレビ中継にゲストとして呼ばれたこともある。2008年竜王戦第1局はパリで行われたが、その際もサンクルー競馬場に立ち寄って馬券を購入したという。同じく競馬好きで知られる囲碁棋士の高尾紳路の紹介で一口馬主になったりもしている。
棋士引退後は「フルタイム競馬ジジイ」になりたいとのことで、競馬雑誌のインタビューでは「現役を引退して、月曜日の朝から（前の週の）レースを全部見たりするのが、今から楽しみなんですよ」と語っている。ただ妻からは「今もう隠居してるじゃん」「週休5日のくせに」と突っ込まれている。ただし妻は小言をよそに、息子も競馬マニアに育つ。
その後、2016年に入ってからは「最近は、馬券を買わずに、家にいてテレビでレースを見る」楽しみ方に変わったと答えている。競馬に興味がなくなったわけではなく、7月の盛岡遠征では馬券を買っており、8月もニコニコ生放送で棋士4人が大井競馬の馬券購入で競う企画に出演した。自身のブログでは「相変わらずレースはほぼ全部見ている」「競馬の話題はふってください」と記している。12月24日には、ラジオ日本の『競馬中継スペシャル』にスペシャルパーソナリティとして出演。
2020年12月25日にはスポーツニッポン主催のオンラインイベント「有馬記念大予想　ONLINE　TALK　SHOW」に出演。
自分に厳しいが、馬にはひたすら優しい。そして奨励会時代に足踏みがみられたことには、当時『パワプロ』とともに『ダービースタリオン』に熱中しすぎたからとしている。
桃鉄ファン
桃太郎電鉄シリーズが好きで、ブログでも棋士仲間や家族と遊んだ事が話題に出ている。好きが高じ、友人を集めて二泊三日の合宿を計画。2016年にはニコニコ生放送の「桃太郎電鉄大会」にも出場したが、他の参加者とは実力差があったので、すっかりしょげかえってしまいブログでも反省の弁を述べている。また、お正月には伊奈祐介夫妻との大貧民（大富豪）大会の勝敗が、自身もしくは妻のブログに記されていることが多い。
ヤクルトファン
巨人ファンの父親への反抗心からヤクルトファンとなり、息子とともに野球観戦もする。『週刊ベースボール』を定期購読しているほか、将棋会館と神宮球場が近接しているため、シーズンシートを購入し、会館に出かけた帰りに球場に観戦に訪れることも多い。『将棋の渡辺くん』第5巻ではつば九郎と対談を行っている。読売新聞社が関わる第25期竜王就位式の謝辞では、巨人のV9を超える10連覇を目指すと述べたが、次期竜王戦で森内俊之（名人、当時）に1-4で奪われてしまい、連覇は達成できなかった。2020年12月20日にはニコニコ生放送「プロ野球×将棋特番」に出演し、将棋好きのプロ野球選手4名（丸佳浩・平田良介・安田尚憲・齋藤友貴哉）と共演した。
食の嗜好
食べ物にはひどく臆病で、初めて見たものは猫並にチョイチョイし、そして結局食べないのが定番。
元々「野菜が嫌い」で、それ以外にも食べ物の好き嫌いが激しかったが、結婚後は妻の教育もあり「大人しく何でも食べるようになった」とのこと。ただ今でもキュウリとブロッコリーだけは食べられない。なお、肉や野菜の微妙な価格差を気にし、それを下町育ちのせいとしている。
辛いカレーライスや寿司のわさびも苦手。サンドイッチも「辛子が入っていることが多い」ため好まないほか、梅干しのおにぎりも好きではない。一方で好きな食べ物はチョコパイ、マンゴープリン、ラーメン、グラタンコロッケバーガー。
酒も嗜むが、酔うと羽生善治のすごさを語りだし、また「一度でいいから合コンがしたい」と愚踊るという。
モーニング娘。
高校から20代前半にかけて（つまり独身時代）モーニング娘。のファンだった。当時は特に「自分と同い年」との理由から石川梨華のファンで、ライブにも参加していた。当時はハロプロのコンサートの他、秋葉原のメイド喫茶に通っていた。
犬アレルギー
『将棋年鑑』の棋士プロフィールで「好きな動物: 犬」と書かれたことがあるが、これは誤り。本人は「犬のぬいぐるみ」と書こうとしたところ、「動物ではない」との理由で妻に「のぬいぐるみ」の部分を消されてしまったとのことで、実際は犬アレルギー持ちのためむしろ犬は苦手。
漫画好き
大の漫画好きであり、「人生の半分は漫画で学んだ」と明言している。自室の本棚は1000冊以上の漫画が並べられている一方で、パソコンで研究するため将棋関係の本は数冊しかない（東公平の他は棋士の著作がなく、漫画監修の関係で買い揃えた戦前・江戸期の復刻棋書が殆ど）。『キャプテン翼』は文庫版でも全巻揃え、『のだめカンタービレ』『ちはやふる』『ハチミツとクローバー』など少女漫画も所蔵している。音楽はほとんど聞かず、小説も滅多に読まない。映画も「生まれてから10本ぐらいしか見ていない」という。
メガネ
普段はフォーナインズ（999.9）の眼鏡を愛用している。しかし、本人は自分の眼鏡がどのブランドのものかを知らずに購入していたらしく、ネットでブランド名を指摘されて確認したところ本当にフォーナインズの眼鏡だったため驚いたことがある。

## 昇段履歴
- 1994年09月00日： 6級（奨励会入会）[126]
- 1997年10月00日： 初段 [126]
- 1998年04月00日： 二段 [127]
- 1998年12月-翌年1月： 三段昇段（第25回奨励会三段リーグ〈1999年度前期〉から参加）[128]
- 2000年04月01日： 四段（第26回奨励会三段リーグ成績1位、プロ入り） = 史上4人目の中学生棋士[5][6]
- 2003年04月01日： 五段（順位戦C級1組昇級）[129]
- 2004年10月01日： 六段（五段昇段後竜王挑戦）[130]
- 2004年12月28日： 六段（第17期竜王 獲得）
- 2005年10月01日： 七段（竜王獲得1期=第17期竜王）[131][注 6][注 7]
- 2005年11月17日： 八段（昇段制度改正による昇段 / 竜王獲得1期=第17期竜王）[133][注 7]
- 2005年11月30日： 九段（竜王獲得2期=第18期竜王）[134]=当時の史上最年少九段[注 1]

## 主な成績

### タイトル・永世称号
は2025年8月現在の在位。登場・連覇の 太字 は歴代最多記録。
詳細は#年表参照。
他の棋士との比較は、タイトル獲得記録、将棋のタイトル在位者一覧を参照
| タイトル                                                                                          | 獲得年度             | 登場 | 獲得期数         | 連覇               | 永世称号（備考） |
| 竜王                                                                                              | 2004-2012, 2015-2016 | 13回 | 11期 （歴代1位） | 9連覇 （歴代1位）  | 永世竜王資格     |
| 名人                                                                                              | 2020-2022            | 4回  | 3期              | 3連覇              |                  |
| 叡王                                                                                              | －                   | 0    | －               | －                 |                  |
| 王位                                                                                              | －                   | 1回  | －               | －                 |                  |
| 王座                                                                                              | 2011                 | 3回  | 1期              | －                 |                  |
| 棋王                                                                                              | 2012-2021            | 12回 | 10期 （歴代2位） | 10連覇 （歴代2位） | 永世棋王資格     |
| 王将                                                                                              | 2012-2013, 2018-2020 | 7回  | 5期              | 3連覇              |                  |
| 棋聖                                                                                              | 2019                 | 5回  | 1期              | －                 |                  |
| 登場回数 合計45回、タイトル獲得 合計31期（歴代4位） （番勝負終了前は除く。第65期王位戦終了 まで） |                      |      |                  |                    |                  |

| 01位 | 羽生善治* | 099期 | (138回) |
| 2位  | 大山康晴  | 80期  | (112回) |
| 3位  | 中原誠    | 64期  | (091回) |
| 4位  | 渡辺明*   | 31期  | (045回) |
| 5位  | 藤井聡太* | 30期  | (031回) |

| 6位  | 谷川浩司*                   | 27期        | (057回)         |
| 7位  | 米長邦雄                    | 019期       | (048回)         |
| 8位  | 佐藤康光*                   | 13期        | (037回)         |
| 9位  | 森内俊之*                   | 12期        | (025回)         |
| 10位 | 加藤一二三                  | 08期        | (024回)         |
|      | 木村義雄 (番勝負実施分のみ) | 08期 (05期) | (011回) (008回) |

| 01位 | 羽生善治* | 099期 | (138回) |
| 2位  | 大山康晴  | 80期  | (112回) |
| 3位  | 中原誠    | 64期  | (091回) |
| 4位  | 渡辺明*   | 31期  | (045回) |
| 5位  | 藤井聡太* | 30期  | (031回) |

| 6位  | 谷川浩司*                   | 27期        | (057回)         |
| 7位  | 米長邦雄                    | 019期       | (048回)         |
| 8位  | 佐藤康光*                   | 13期        | (037回)         |
| 9位  | 森内俊之*                   | 12期        | (025回)         |
| 10位 | 加藤一二三                  | 08期        | (024回)         |
|      | 木村義雄 (番勝負実施分のみ) | 08期 (05期) | (011回) (008回) |

- タイトル戦登場回数（合計 45回）
  - 竜王 13回：第17期〈2004年度〉-26期、28-30期
  - 名人 04回：第78期〈2020年〉-81期
  - 王位 01回：第65期〈2024年度〉
  - 王座 03回：第51期〈2003年度〉、59-60期
  - 棋王 12回：第36期〈2010年度〉、38-48期
  - 王将 07回：第62期〈2012年度〉、63-64期、68-71期
  - 棋聖 05回：第78期〈2007年度〉、84期、90-92期

### 一般棋戦優勝
- 朝日杯将棋オープン戦 1回：2012年度
- NHK杯将棋トーナメント 1回：2012年度
- 銀河戦 4回：2005・2007・2011・2014年度
- 新人王戦 1回：2005年度
- ネット将棋・最強戦 1回：2008年度
- 日本シリーズ 4回：2014・2018・2019・2024年度

優勝合計　12回

### 非公式戦
- 近将カップ2回：2003-2004年

優勝合計　2回

### 将棋大賞
- 第30回（2002年度） 新人賞
- 第31回（2003年度） 敢闘賞
- 第32回（2004年度） 殊勲賞
- 第33回（2005年度） 優秀棋士賞、最多勝利賞
- 第34回（2006年度） 敢闘賞
- 第36回（2008年度） 優秀棋士賞、名局賞（第21期竜王戦第7局・対羽生善治名人）
- 第38回（2010年度） 優秀棋士賞、最多対局賞
- 第39回（2011年度） 優秀棋士賞、名局賞（第24期竜王戦第4局・対丸山忠久九段）
- 第40回（2012年度） 最優秀棋士賞、名局賞（第60期王座戦第4局・対羽生善治三冠）
- 第43回（2015年度） 優秀棋士賞、名局賞（第41期棋王戦第4局・対佐藤天彦八段）
- 第45回（2017年度） 名局賞（第30期竜王戦第4局・対羽生善治棋聖）
- 第46回（2018年度） 優秀棋士賞、連勝賞
- 第47回（2019年度） 最優秀棋士賞
- 第48回（2020年度） 優秀棋士賞、名局賞（第91期棋聖戦第1局・対藤井聡太七段）
- 第49回（2021年度） 優秀棋士賞
- 第50回（2022年度） 優秀棋士賞

優秀棋士賞9回受賞は歴代最多。

### 在籍クラス
竜王戦と順位戦のクラスは、将棋棋士の在籍クラス を参照。
| 開始 年度 | (出典)順位戦出典 | (出典)順位戦出典 | (出典)順位戦出典 | (出典)順位戦出典 | (出典)順位戦出典 | (出典)順位戦出典 | (出典)順位戦出典 | (出典)順位戦出典 | (出典)竜王戦出典 | (出典)竜王戦出典 | (出典)竜王戦出典 | (出典)竜王戦出典 | (出典)竜王戦出典 | (出典)竜王戦出典 | (出典)竜王戦出典 | (出典)竜王戦出典 | (出典)竜王戦出典 | (出典)竜王戦出典 |
| 開始 年度 | 期               | 名人             | A級              | B級              | B級              | C級              | C級              | 0                | 期               | 竜王             | 1組              | 2組              | 3組              | 4組              | 5組              | 6組              | 決勝 T           |                  |
| 開始 年度 | 期               | 名人             | A級              | 1組              | 2組              | 1組              | 2組              | 0                | 期               | 竜王             | 1組              | 2組              | 3組              | 4組              | 5組              | 6組              | 決勝 T           |                  |
| --- | ---------------- | ---------------- | ---------------- | ---------------- | ---------------- | ---------------- | ---------------- | ---------------- | ---------------- | ---------------- | ---------------- | ---------------- | ---------------- | ---------------- | ---------------- | ---------------- | ---------------- | ---------------- |
| 2000 | 59               |                  |                  |                  |                  |                  | C243             | 7-3              | 14               |                  |                  |                  |                  |                  |                  | 6組              | --               | 3-1/昇3-0        |
| 2001 | 60               |                  |                  |                  |                  |                  | C209             | 5-5              | 15               |                  |                  |                  |                  |                  | 5組              |                  | --               | 1-1/昇5-0        |
| 2002 | 61               |                  |                  |                  |                  |                  | C218             | 9-1              | 16               |                  |                  |                  |                  | 4組              |                  |                  | --               | 1-1/昇2-1        |
| 2003 | 62               |                  |                  |                  |                  | C124             |                  | 9-1              | 17               |                  |                  |                  |                  | 4組              |                  |                  | 5-0              | 5-0 (1位)        |
| 2004 | 63               |                  |                  |                  |                  | C103             |                  | 6-4              | 18               | 竜王             |                  |                  |                  |                  |                  |                  | --               | --               |
| 2005 | 64               |                  |                  |                  |                  | C106             |                  | 8-2              | 19               | 竜王             |                  |                  |                  |                  |                  |                  | --               | --               |
| 2006 | 65               |                  |                  |                  | B221             |                  |                  | 10-0             | 20               | 竜王             |                  |                  |                  |                  |                  |                  | --               | --               |
| 2007 | 66               |                  |                  | B112             |                  |                  |                  | 7-5              | 21               | 竜王             |                  |                  |                  |                  |                  |                  | --               | --               |
| 2008 | 67               |                  |                  | B104             |                  |                  |                  | 7-5              | 22               | 竜王             |                  |                  |                  |                  |                  |                  | --               | --               |
| 2009 | 68               |                  |                  | B104             |                  |                  |                  | 10-2             | 23               | 竜王             |                  |                  |                  |                  |                  |                  | --               | --               |
| 2010 | 69               |                  | A 09             |                  |                  |                  |                  | 6-3              | 24               | 竜王             |                  |                  |                  |                  |                  |                  | --               | --               |
| 2011 | 70               |                  | A 02             |                  |                  |                  |                  | 7-2              | 25               | 竜王             |                  |                  |                  |                  |                  |                  | --               | --               |
| 2012 | 71               |                  | A 02             |                  |                  |                  |                  | 5-4              | 26               | 竜王             |                  |                  |                  |                  |                  |                  | --               | --               |
| 2013 | 72               |                  | A 04             |                  |                  |                  |                  | 5-4              | 27               |                  | 1組              |                  |                  |                  |                  |                  | --               | 0-1/出0-1        |
| 2014 | 73               |                  | A 03             |                  |                  |                  |                  | 6-3              | 28               |                  |                  | 2組              |                  |                  |                  |                  | 5-1              | 2-1 (2位)        |
| 2015 | 74               |                  | A 02             |                  |                  |                  |                  | 6-3              | 29               | 竜王             |                  |                  |                  |                  |                  |                  | --               | --               |
| 2016 | 75               |                  | A 03             |                  |                  |                  |                  | 6-3              | 30               | 竜王             |                  |                  |                  |                  |                  |                  | --               | --               |
| 2017 | 76               |                  | A 03             |                  |                  |                  |                  | 4-6              | 31               |                  | 1組              |                  |                  |                  |                  |                  | --               | 1-1/出0-1        |
| 2018 | 77               |                  |                  | B101             |                  |                  |                  | 12-0             | 32               |                  | 1組              |                  |                  |                  |                  |                  | 0-1              | 4-0 (1位)        |
| 2019 | 78               |                  | A09              |                  |                  |                  |                  | 9-0              | 33               |                  | 1組              |                  |                  |                  |                  |                  | --               | 0-1/出0-1        |
| 2020 | 79               | 名人             |                  |                  |                  |                  |                  | --               | 34               |                  |                  | 2組              |                  |                  |                  |                  | --               | 2-1/昇1-0        |
| 2021 | 80               | 名人             |                  |                  |                  |                  |                  | --               | 35               |                  | 1組              |                  |                  |                  |                  |                  | --               | 1-1/出0-1        |
| 2022 | 81               | 名人             |                  |                  |                  |                  |                  | --               | 36               |                  | 1組              |                  |                  |                  |                  |                  | --               | 0-1/出1-1        |
| 2023 | 82               |                  | A 01             |                  |                  |                  |                  | 5-4              | 37               |                  | 1組              |                  |                  |                  |                  |                  | --               | 1-1/出0-1        |
| 2024 | 83               |                  | A 03             |                  |                  |                  |                  | 5-4              | 38               |                  | 1組              |                  |                  |                  |                  |                  | --               | 0-1/出0-1        |
| 2025 | 84               |                  | A 03             |                  |                  |                  |                  | -                | 39               |                  |                  | 2組              |                  |                  |                  |                  | --               | -                |
| 順位戦、竜王戦の 枠表記 は挑戦者。右欄の数字は勝-敗(番勝負/PO含まず)。 順位戦の右数字はクラス内順位 ( x当期降級点 / *累積降級点 / +降級点消去 ) 順位戦の「F編」はフリークラス編入 /「F宣」は宣言によるフリークラス転出。 竜王戦の 太字 はランキング戦優勝、竜王戦の 組(添字) は棋士以外の枠での出場。 |                  |                  |                  |                  |                  |                  |                  |                  |                  |                  |                  |                  |                  |                  |                  |                  |                  |                  |

### 年度別成績
| 2000年度         | 38     | 25   | 13   | 0.6579 | [ 137 ] | 通算成績 | 通算成績 | 通算成績 | 通算成績 | 通算成績 |
| 年度             | 対局数 | 勝数 | 負数 | 勝率   | (出典)  | 対局数   | 勝数     | 負数     | 勝率     | (出典)   |
| 2001年度         | 40     | 24   | 16   | 0.6000 | [ 138 ] | 78       | 49       | 29       |          |          |
| 2002年度         | 46     | 34   | 12   | 0.7391 | [ 139 ] | 124      | 83       | 41       |          |          |
| 2003年度         | 52     | 39   | 13   | 0.7500 | [ 140 ] | 176      | 122      | 54       |          |          |
| 2004年度         | 58     | 42   | 16   | 0.7241 | [ 141 ] | 234      | 164      | 70       |          |          |
| 2005年度         | 55     | 41   | 14   | 0.7454 | [ 142 ] | 289      | 205      | 84       |          |          |
| 2006年度         | 40     | 27   | 13   | 0.6750 | [ 143 ] | 329      | 232      | 97       |          |          |
| 2007年度         | 53     | 31   | 22   | 0.5849 | [ 144 ] | 382      | 263      | 119      |          |          |
| 2008年度         | 48     | 27   | 21   | 0.5625 | [ 145 ] | 430      | 290      | 140      |          |          |
| 2009年度         | 50     | 37   | 13   | 0.7400 | [ 146 ] | 480      | 327      | 153      |          |          |
| 2010年度         | 58     | 36   | 22   | 0.6206 | [ 147 ] | 538      | 363      | 175      |          |          |
| 2001-2010 (小計) | 500    | 338  | 162  |        |         |          |          |          |          |          |
| 2000-2010 (累計) | 538    | 363  | 175  |        |         | 通算成績 | 通算成績 | 通算成績 | 通算成績 | 通算成績 |
| 年度             | 対局数 | 勝数 | 負数 | 勝率   | (出典)  | 対局数   | 勝数     | 負数     | 勝率     | (出典)   |
| 2011年度         | 51     | 39   | 12   | 0.7647 | [ 148 ] | 589      | 402      | 187      |          |          |
| 2012年度         | 61     | 45   | 16   | 0.7377 | [ 149 ] | 650      | 447      | 203      |          |          |
| 2013年度         | 53     | 28   | 25   | 0.5283 | [ 150 ] | 703      | 475      | 228      |          |          |
| 2014年度         | 40     | 26   | 14   | 0.6500 | [ 151 ] | 743      | 501      | 242      |          |          |
| 2015年度         | 46     | 27   | 19   | 0.5869 | [ 152 ] | 789      | 528      | 261      |          |          |
| 2016年度         | 45     | 27   | 18   | 0.6000 | [ 153 ] | 834      | 555      | 279      |          |          |
| 2017年度         | 48     | 21   | 27   | 0.4375 | [ 154 ] | 882      | 576      | 306      |          |          |
| 2018年度         | 50     | 40   | 10   | 0.8000 | [ 155 ] | 932      | 616      | 316      |          |          |
| 2019年度         | 56     | 41   | 15   | 0.7321 | [ 156 ] | 988      | 657      | 331      |          |          |
| 2020年度         | 41     | 26   | 15   | 0.6341 | [ 157 ] | 1029     | 683      | 346      |          |          |
| 2011-2020 (小計) | 491    | 320  | 171  |        |         |          |          |          |          |          |
| 2000-2020 (累計) | 1029   | 683  | 346  |        |         | 通算成績 | 通算成績 | 通算成績 | 通算成績 | 通算成績 |
| 年度             | 対局数 | 勝数 | 負数 | 勝率   | (出典)  | 対局数   | 勝数     | 負数     | 勝率     | (出典)   |
| 2021年度         | 41     | 23   | 18   | 0.5610 | [ 158 ] | 1070     | 706      | 364      | 0.6598   | [ 159 ]  |
| 2022年度         | 41     | 23   | 18   | 0.5610 | [ 160 ] | 1111     | 729      | 382      | 0.6561   | [ 161 ]  |
| 2023年度         | 47     | 22   | 25   | 0.4681 | [ 162 ] | 1158     | 751      | 407      | 0.6485   | [ 163 ]  |
| 2024年度         | 42     | 19   | 23   | 0.4523 | [ 164 ] | 1200     | 770      | 430      | 0.6416   | [ 165 ]  |
| 2021-2024 (小計) | 171    | 87   | 84   |        |         |          |          |          |          |          |
| 通算             | 1200   | 770  | 430  | 0.6416 | [ 165 ] |          |          |          |          |          |
| 2024年度まで     |        |      |      |        |         |          |          |          |          |          |

休場期間
- 2024年度休場 ： 2024年12月19日 - 2025年1月20日[41]
- 2025年度休場 ： 2025年04月10日 - 2025年6月30日[49]

### 記録（歴代1位のもの）
- 竜王戦連覇 - 9期
- 竜王在位 - 11期
- 初タイトル獲得からタイトル保持期間（一冠以上） - 18年5か月[注 9]
- B級1組順位戦12戦全勝（第77期・2018年度）※史上2人目[注 10]
- A級順位戦9戦全勝（第78期・2019年度）※史上4人目[注 11]
- 順位戦2期連続全勝 - 21戦全勝（第77期B級1組<12勝> - 第78期A級<9勝>）※全クラス通じて史上初[注 12]

### その他記録
- タイトル戦七番勝負での3連敗後の4連勝（●●●○○○○）によるタイトル獲得（史上初）

= 第21期竜王戦第7局（対羽生善治戦、2008年12月18日)
- 単一獲得タイトルでの永世称号資格（永世竜王）獲得

= 木村義雄（永世名人）に続き史上2人目（複数タイトルのうち単一タイトルでの永世称号は史上初）
- 順位戦A級在籍せずに永世称号資格獲得
- 名人戦七番勝負未出場棋士・名人未獲得棋士の最多タイトル獲得期数 - 通算25期
 = 第59期王座戦第3局（2011年9月27日）に勝利しタイトル通算8期とし最多記録、以降は通算25期まで記録更新[注 14]。
- 名人戦七番勝負未出場棋士の永世二冠達成（史上初、永世竜王・永世棋王）
 = 第42期棋王戦第5局（2017年3月27日）に勝利し永世棋王の資格（当時、名人戦未出場）[注 15]。
- 二つの元号（平成と令和）でそれぞれタイトルを9期以上獲得[注 16][注 17]
- 2か月の期間内での三度の昇段（史上初）
 = 2005年10月1日に七段昇段、同年11月17日に八段昇段、同年11月30日に九段昇段（七段昇段は竜王戦の昇段規定改定による）
- 順位戦B級2組への昇級前に八段昇段（屋敷伸之に続き当時史上2人目）
- 七段と八段を名乗ることなく九段昇段[注 7][注 18]

## 受賞・表彰
日本将棋連盟による表彰
- 2019年01月07日 - 公式戦通算600勝達成（将棋栄誉賞、受賞55人目[注 19]／通算600勝313敗、勝率0.657）[166]
2019年01月07日 - （第4期叡王戦本戦、対斎藤慎太郎戦で達成）
- 2024年11月19日 - 勤続25年[167]

上記以外の受賞・表彰
- 2024年11月03日 - 紫綬褒章（将棋界として受賞16人目・最年少〈40歳〉）[168][169]

## 出演

### ラジオ
- 王手！最後のお願い（2019年10月14日、NHKラジオ第1）[170]

### 配信
- プロ野球×将棋特番・プロ野球最強将棋王決定戦（2020年12月20日、ニコニコ生放送）※YouTubeでは2021年2月に2回に分けて配信[171] ‐ MC、解説

## 著書

### 書籍
- 四間飛車破り 急戦編（2005年4月、浅川書房、ISBN 4-86137-009-4）
- 四間飛車破り 居飛車穴熊編（2005年6月、浅川書房、ISBN 4-86137-010-8）
- 実戦に役立つ詰将棋3手5手 詰めの手筋講座付き（監修、2005年8月、毎日コミュニケーションズ、ISBN 4-8399-1862-7）
- 将棋・ひと目の手筋 初級の壁を突破する208問（監修、2006年8月、毎日コミュニケーションズ、ISBN 4-8399-2133-4）
- ボナンザVS勝負脳 最強将棋ソフトは人間を超えるか（共著、2007年8月、角川書店、ISBN 978-4-04-710107-4）
- 頭脳勝負 将棋の世界（2007年11月、筑摩書房、ISBN 978-4-480-06392-2）
- 渡辺明の居飛車対振り飛車〈1〉中飛車・三間飛車・向かい飛車編 （2008年2月、日本放送出版協会、ISBN 978-4-140-16161-6）
- 渡辺明の居飛車対振り飛車〈2〉四間飛車編（2008年2月、日本放送出版協会、ISBN 978-4-140-16162-3）
- よくわかる将棋入門（ビッグ・コロタン）（古作登との共著、2008年2月、小学館、ISBN 978-4-092-59112-7）
- 永世竜王への軌跡（2009年7月、毎日コミュニケーションズ、ISBN 978-4-839-93236-7）
- 明日対局。（2012年7月、マイナビ、ISBN 978-4-839-94350-9）
- 将棋・ひと目の決め手（2013年8月、マイナビ、ISBN 978-4-8399-4823-8）
- 渡辺流 次の一手（2013年10月、マガジン・マガジン、ISBN 978-4-89644-845-0）
- 勝負心（2013年11月、文藝春秋、ISBN 978-4-16-660950-5）
- 渡辺明の思考: 盤上盤外問答（2014年9月、河出書房新社、ISBN 978-4309275260）
- 渡辺明の 勝利の格言ジャッジメント 玉 金 銀 歩の巻（2016年10月、NHK出版、ISBN 978-4140162453）
- 渡辺明の 勝利の格言ジャッジメント 飛 角 桂 香 歩の巻（2016年10月、NHK出版、ISBN 978-4140162460）

### ゲーム監修
- 誰でもカンタン!渡辺明の詰め将棋（Nintendo DS用ソフト、2006年発売、マイナビ）

### 漫画監修
- 宗桂 〜飛翔の譜〜（作：星野泰視、リイド社『コミック乱ツインズ』、2018年9月号 - 2020年1月号）

## 年表
| - タイトル戦は成績。人物名が書かれた部分は番勝負登場。 上段の氏名は対戦相手。うち、 太字 は敗退、 太字 はタイトル獲得（奪取または防衛）。 太字 はタイトル獲得及び永世、名誉称号有資格獲得。 下段は勝敗。o : 渡辺の勝ち、x : 渡辺の負け、j : 持将棋、s : 千日手指し直し - 一般棋戦 - 新人：新人王戦、朝杯：朝日杯将棋オープン戦、銀河：銀河戦、日シ：将棋日本シリーズ、NHK：NHK杯テレビ将棋トーナメント、ネット：大和証券杯ネット将棋・最強戦 - 将棋大賞は次年度4月1日付公表分。 最優：最優秀棋士賞、優：優秀棋士賞、特：特別賞、 率：勝率一位賞、勝：最多勝利賞、対：最多対局賞、連：連勝賞、 新：新人賞、名局：名局賞、名特：名局賞特別賞、升：升田幸三賞、升特：升田幸三賞特別賞 - 賞金&対局料は、年度区切りではなく1月 - 12月の集計。単位は万円。()内は順位。 の年は全棋士中1位。 - 備考 - 少：最年少記録 初：史上初の記録 |

| 年度 | 名人 4-6月                                                               | 叡王 4-6月          | 棋聖 6-7月             | 王位 7-9月               | 王座 9-10月            | 竜王 10-12月                | 王将 1-3月           | 棋王 2-3月        | 一般 棋戦 優勝 | 将棋大賞  | 賞金& 対局料 | 備 考 |
| 2000 | －                                                                       | －                  | －                     | －                       | －                     | －                          | －                   | －                |                |           |              | プロ入りは2000年4月1日 中学生棋士（史上4人目）                                                                          |
| 2001 | 第59期 C2残留                                                            | －                  | 第72期 一次予選 敗退   | 第42期 予選敗退          | 第49期 一次予選 敗退   | 第14期 5組昇級              | 第51期 一次予選 敗退 | 第27期 予選敗退   |                |           |              | |
| 2002 | C2残留                                                                   | －                  | 一次予選 敗退          | 予選敗退                 | 本戦敗退               | 4組昇級                     | 一次予選 敗退        | 予選敗退          |                | 新人      |              | |
| 2003 | C1昇級                                                                   | －                  | 一次予選 敗退          | 挑決リーグ 陥落          | 羽生善治 xooxx         | 4組残留                     | 一次予選 敗退        | 予選敗退          |                | 敢闘      | 1,472 (17位) | タイトル初挑戦 = 王座戦                                                                                                 |
| 2004 | C1残留                                                                   | －                  | 本戦敗退               | 予選敗退                 | 挑決敗退               | 森内俊之 oxxooxo            | 一次予選 敗退        | 予選敗退          |                | 殊勲      | 2,442 (6位)  | 20歳で初タイトル = 竜王戦                                                                                               |
| 2005 | C1残留                                                                   | －                  | 二次予選 敗退          | 挑決リーグ 陥落          | 本戦敗退               | 木村一基 oooo               | 二次予選 敗退        | 本戦敗退          | 銀河 新人      | 優 勝     | 6,194 (3位)  | 九段昇段（当時最年少）                                                                                                  |
| 2006 | B2昇級                                                                   | －                  | 最終予選 敗退          | 挑決リーグ 残留          | 本戦敗退               | 佐藤康光 xxoooxo            | 二次予選 敗退        | 本戦敗退          |                | 敢闘      | 5,654 (4位)  | |
| 2007 | B1昇級                                                                   | －                  | 佐藤康光 xxox          | 挑決敗退                 | 本戦敗退               | 佐藤康光 oxooxo             | 二次予選 敗退        | 本戦敗退          | 銀河           |           | 8,032 (2位)  | |
| 2008 | B1残留                                                                   | －                  | 本戦敗退               | 挑決リーグ 陥落          | 本戦敗退               | 羽生善治 xxxoooo            | 二次予選 敗退        | 本戦敗退          | ネット         | 優 名局   | 6,252 (2位)  | 永世竜王初少（連続5期）                                                                                                 |
| 2009 | B1残留                                                                   | －                  | 最終予選 敗退          | 挑決リーグ 陥落          | 本戦敗退               | 森内俊之 oooo               | 挑決リーグ 陥落      | 本戦敗退          |                |           | 5,605 (2位)  | |
| 2010 | A級昇級                                                                  | －                  | 挑決敗退               | 挑決リーグ 陥落          | 本戦敗退               | 羽生善治 ooxxoo             | 挑決リーグ 残留      | 久保利明 xoxx     |                | 優 対     | 6,240 (2位)  | |
| 2011 | A級残留                                                                  | －                  | 本戦敗退               | 予選敗退                 | 羽生善治 ooo           | 丸山忠久 ooxoo              | 挑決リーグ 残留      | 本戦敗退          | 銀河           | 優 名局   | 8,365 (2位)  | 二冠 = 王座戦 |
| 2012 | A級残留                                                                  | －                  | 本戦敗退               | 挑決リーグ 残留          | 羽生善治 oxxsx         | 丸山忠久 oooxo              | 佐藤康光 ooxoo       | 郷田真隆 xooo     | 朝杯 NHK       | 最優 名局 | 7,197 (2位)  | 三冠（史上8人目）= 棋王戦 竜王戦9連覇初                                                                                 |
| 2013 | A級残留                                                                  | －                  | 羽生善治 xxox          | 挑決リーグ 陥落          | 本戦敗退               | 森内俊之 xxoxx              | 羽生善治 ooxxoxo     | 三浦弘行 ooo      |                |           | 10,255 (1位) | |
| 2014 | A級残留                                                                  | －                  | 本戦敗退               | 挑決リーグ 陥落          | 本戦敗退               | 2組降級                     | 郷田真隆 ooxxoxx     | 羽生善治 ooo      | 銀河 日シ      |           | 6,684 (3位)  | |
| 2015 | A級残留                                                                  | （第1回） 不参加    | 本戦敗退               | 予選敗退                 | 本戦敗退               | 糸谷哲郎 xoooo              | 挑決リーグ 陥落      | 佐藤天彦 oxoo     |                | 優 名局   | 4,577 (3位)  | |
| 2016 | A級残留                                                                  | （第2回） 不参加    | 本戦敗退               | 予選敗退                 | 本戦敗退               | 三浦弘行 ↓ 丸山忠久 oxxooxo | 挑決リーグ 残留      | 千田翔太 xoxoo    |                |           | 7,390 (2位)  | 永世棋王（連続5期・史上2人目） 永世二冠（史上4人目）= 棋王戦                                                            |
| 2017 | A級残留                                                                  | －                  | 本戦敗退               | 挑決リーグ 陥落          | 本戦敗退               | 羽生善治 xxoxx              | 挑決リーグ 残留      | 永瀬拓矢 oxoxo    |                | 名局      | 7,534 (1位)  | |
| 2018 | B1降級                                                                   | 第3期 本戦敗退      | 本戦敗退               | 予選敗退                 | 挑決敗退               | 1組残留                     | 久保利明 oooo        | 広瀬章人 ooxo     | 日シ           | 優 連     | 5,119 (3位)  | |
| 2019 | A級昇級                                                                  | 本戦敗退            | 豊島将之 xooo          | 予選敗退                 | 本戦敗退               | 1組優勝 本戦敗退            | 広瀬章人 oxoxxoo     | 本田奎 oxoo       | 日シ           | 最優      | 6,514 (3位)  | B級1組全勝(史上2人目)でA級再昇級（2019/3）                                                                              |
| 2020 | 6-8月開催豊島将之 oxxooo8/15決着                                         | 挑決敗退            | 藤井聡太 xxox7/16決着  | 予選敗退                 | 挑決敗退               | 1組 2組降級                 | 永瀬拓矢 oooxxso     | 糸谷哲郎 xooo     |                | 優 名局   | 8,043 (2位)  | A級全勝(史上4人目)で名人戦挑戦（2020/3） 新型コロナウイルスの影響で名人戦が延期 名人を獲得も直前に棋聖を失冠＝4冠は逃す |
| 2021 | 斎藤慎太郎 xoooo                                                         | 本戦敗退            | 藤井聡太 xxx           | 予選敗退                 | 本戦敗退               | 2組 1組昇級                 | 藤井聡太 xxxx        | 永瀬拓矢 ooxo     |                | 優        | 8,194 (1位)  | タイトル30期（史上4人目）=棋王戦 同一タイトル戦10連覇（史上3人目）=棋王戦 棋王戦10連覇（史上2人目）                     |
| 2022 | 斎藤慎太郎 ooxoo                                                         | 九段戦敗退          | 挑決敗退               | 予選敗退                 | 本戦敗退               | 1組残留                     | 挑決リーグ 陥落      | 藤井聡太 xxox     |                | 優        | 7,063 (2位)  | |
| 2023 | 藤井聡太 xxoxx                                                           | 九段戦敗退          | 本戦敗退               | 挑決リーグ 残留          | 本戦敗退               | 1組残留                     | 挑決リーグ 陥落      | 本戦敗退          |                |           | 4,562 (2位)  | 18年5ヶ月ぶりの無冠 |
| 2024 | A級残留                                                                  | 九段戦敗退          | 本戦敗退               | 藤井聡太 sxoxxx          | 本戦敗退               | 1組残留                     | 二次予選 敗退        | 本戦敗退          | 日シ           |           | 2,594 (5位)  | 途中休場（1か月間：12-1月）                                                                                             |
| 2025 | (第83期) A級残留                                                         | (第10期) 九段戦敗退 | (第96期) 二次予選 敗退 | (第65期) 挑決リーグ 陥落 | (第73期) 二次予選 敗退 | (第38期) 1組 2組降級        | (第75期)             | (第51期)          |                |           |              | 途中休場（3か月弱：4-6月）                                                                                              |
| 年度 | 名人 4-6月                                                               | 叡王 4-6月          | 棋聖 6-7月             | 王位 7-9月               | 王座 9-10月            | 竜王 10-12月                | 王将 1-3月           | 棋王 2-3月        | 一般 棋戦 優勝 | 将棋大賞  | 賞金& 対局料 | 備 考 |
| 合計 | 登場04回 獲得03期                                                        |                     | 登場05回 獲得01期      | 登場01回                 | 登場03回 獲得01期      | 登場13回 獲得11期           | 登場07回 獲得05期    | 登場12回 獲得10期 |                |           |              | |
| 合計 | タイトル戦登場45回、獲得合計31期（歴代4位）（第64期王位戦=2024年度まで） |                     |                        |                          |                        |                             |                      |                   |                |           |              | |

## 肩書き
昇段およびタイトルの獲得、失冠による肩書きの遍歴を記す。（色付きは継続中の記録）
| 日付           | 肩書き | 保持タイトル     | 日数   | 日数   | 日数   | 備考                                 |
| -------------- | ------ | ---------------- | ------ | ------ | ------ | ------------------------------------ |
| 2000年04月01日 | 四段   |                  | 1095日 | 1095日 | 1095日 | プロ入り                             |
| 2003年04月01日 | 五段   |                  | 0549日 | 0549日 | 0549日 | 第61期順位戦（C級1組昇級による昇段） |
| 2004年10月01日 | 六段   |                  | 0088日 | 0088日 | 0088日 | 第17期竜王戦（竜王挑戦による昇段）   |
| 2004年12月28日 | 竜王   | 竜王             | 2464日 | 3258日 | 6729日 | 竜王獲得 第17期竜王戦                |
| 2011年09月27日 | 竜王   | 竜王・王座       | 0372日 | 3258日 | 6729日 | 王座獲得 第59期王座戦                |
| 2012年10月03日 | 竜王   | 竜王             | 0155日 | 3258日 | 6729日 | 王座失冠 第60期王座戦                |
| 2013年03月07日 | 竜王   | 竜王・王将       | 0017日 | 3258日 | 6729日 | 王将獲得 第62期王将戦                |
| 2013年03月24日 | 竜王   | 竜王・棋王・王将 | 0250日 | 3258日 | 6729日 | 棋王獲得 第38期棋王戦                |
| 2013年11月29日 | 二冠   | 棋王・王将       | 0483日 | 0483日 | 6729日 | 竜王失冠 第26期竜王戦                |
| 2015年03月27日 | 棋王   | 棋王             | 0251日 | 0251日 | 6729日 | 王将失冠 第64期王将戦                |
| 2015年12月03日 | 竜王   | 竜王・棋王       | 0733日 | 0733日 | 6729日 | 竜王獲得 第28期竜王戦                |
| 2017年12月05日 | 棋王   | 棋王             | 0447日 | 0447日 | 6729日 | 竜王失冠 第30期竜王戦                |
| 2019年02月25日 | 二冠   | 棋王・王将       | 0134日 | 0134日 | 6729日 | 王将獲得 第68期王将戦                |
| 2019年07月09日 | 三冠   | 棋王・王将・棋聖 | 0373日 | 0373日 | 6729日 | 棋聖獲得 第90期棋聖戦                |
| 2020年07月16日 | 二冠   | 棋王・王将       | 0030日 | 0030日 | 6729日 | 棋聖失冠 第91期棋聖戦                |
| 2020年08月15日 | 名人   | 名人・棋王・王将 | 0546日 | 1020日 | 6729日 | 名人獲得 第78期名人戦                |
| 2022年02月12日 | 名人   | 名人・棋王       | 0400日 | 1020日 | 6729日 | 王将失冠 第71期王将戦                |
| 2023年03月19日 | 名人   | 名人             | 0074日 | 1020日 | 6729日 | 棋王失冠 第48期棋王戦                |
| 2023年06月01日 | 九段   |                  | 810日  | 810日  | 810日  | 名人失冠 第81期名人戦                |